# Kazakhstan Airlines
Kazakhstan Airlines fue una aerolínea kazaja, que sirvió como aerolínea de bandera nacional del país desde su independencia en 1991 hasta 1996. Tras la colisión aérea de Charkhi Dadri, Kazakhstan Airlines cesó sus operaciones y su papel como aerolínea de bandera fue transferido a Air Kazakhstan.

## Historia
Tras la disolución de la Unión Soviética en 1991, la división kazaja de la aerolínea estatal Aeroflot se transformó en Kazakhstan Airlines. En 1992 se lanzaron vuelos programados desde su centro de operaciones en el Aeropuerto Internacional de Almatý.

## Flota

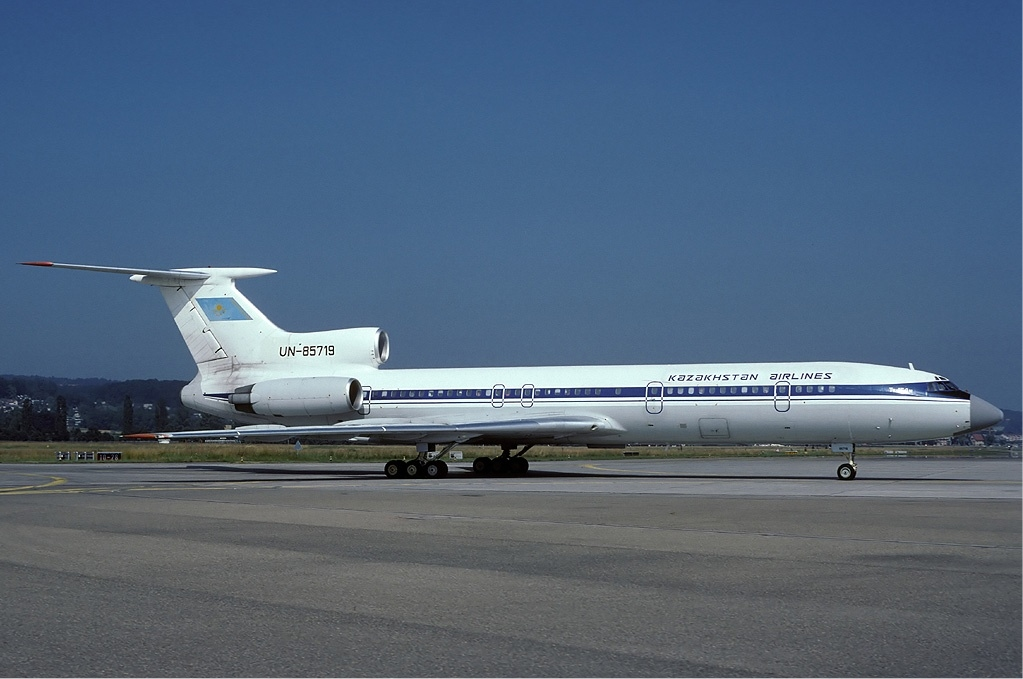
Un Túpolev Tu-154 de Kazakhstan Airlines en el aeropuerto de Zúrich (1994).

Kazakhstan Airlines heredó una flota de los siguientes tipos de aeronaves:
- Antonov An-24
- Antonov An-26
- Antonov An-30
- Boeing 747SP
- Boeing 757-200
- Ilyushin Il-18
- Ilyushin Il-76
- Ilyushin Il-86
- Túpolev Tu-134
- Túpolev Tu-154
- Yakovlev Yak-40
- Yakovlev Yak-42

## Accidentes e incidentes

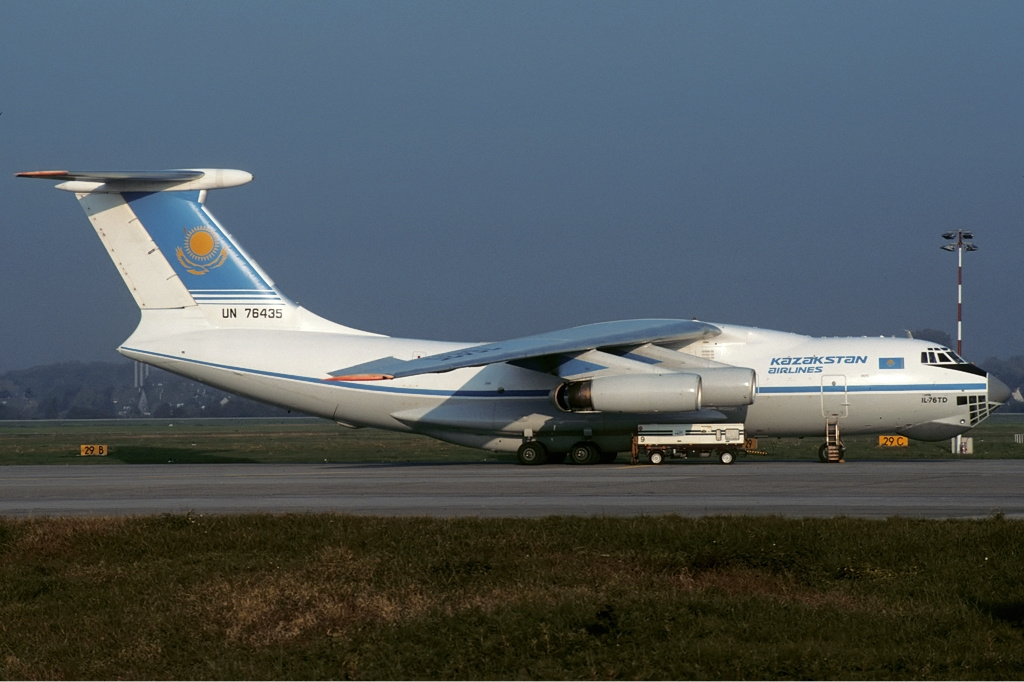
Un Ilyushin Il-76 de Kazakhstan Airlines en 1994. Este avión fue destruido posteriormente en la colisión aérea de Charkhi Dadri.

- El 16 de enero de 1993, un Antonov An-24 (matriculado UN-46478) con diecinueve pasajeros y cuatro tripulantes se estrelló en el aeropuerto de Kostanay. Durante la aproximación al aeropuerto, el motor del ala izquierda falló. Los pilotos no lograron alinear correctamente el avión con la pista ni pudieron realizar una maniobra de aproximación frustrada, lo que provocó que el avión se estrellara contra el suelo a 162 metros del umbral de la pista. No hubo fallecidos.[2]
- El 21 de enero de 1995, un Tupolev Tu-154 (matriculado UN-85455) se salió de la pista durante un intento de despegue en el Aeropuerto Internacional de Karachi. A bordo había 105 pasajeros y cinco tripulantes, y el avión tenía una sobrecarga de seis toneladas. Tampoco se registraron fallecidos.[3]
- El 13 de abril de 1995, un Yakovlev Yak-40 (matriculado UN-88181) se salió de la pista del aeropuerto de Taraz durante un aterrizaje con viento cruzado. El avión con 28 pasajeros y 3 tripulantes a bordo chocó contra una barrera de hormigón. No hubo fallecidos.[4]
- El 1 de noviembre de 1995, un Antonov An-24 (matriculado UN-47710) se estrelló en un campo a 1100 metros del umbral de la pista del aeropuerto de Shymkent en un intento de aterrizaje fallido. El avión se encontraba en un vuelo de entrenamiento con cuatro tripulantes a bordo. Todos sobrevivieron.[5]
- El 12 de noviembre de 1996, Kazakhstan Airlines estuvo involucrada en la colisión en el aire de Charkhi Dadri. Un Ilyushin Il-76 de Kazakhstan Airlines, que operaba el vuelo 1907, chocó en el aire con un Boeing 747-100B de Saudi Arabian Airlines. La investigación del accidente reveló que los pilotos del vuelo 1907 habían descendido de su altitud asignada, lo que se atribuyó a un entrenamiento deficiente y a un conocimiento insuficiente del idioma inglés. Como consecuencia de ello, el gobierno de Kazajistán declaró que Kazakhstan Airlines estaba en quiebra y transfirió sus activos a la recién fundada Air Kazakhstan. El accidente tuvo 349 víctimas mortales y marca el desastre aéreo más letal de los años 1990 y uno de los desastres aéreos más letales de la historia.

## Enlaces externos
- Esta obra contiene una traducción  derivada de «Kazakhstan Airlines» de Wikipedia en inglés, publicada por sus editores bajo la Licencia de documentación libre de GNU y la Licencia Creative Commons Atribución-CompartirIgual 4.0 Internacional.

- Datos: Q6380790
- Multimedia: Kazakhstan Airlines / Q6380790